# Domenico Giovanni Candela
Domenico Giovanni Candela, (in latino: Ioannes Dominicus Candela) (San Fratello, 1541 – Catania, 24 agosto 1606), è stato un teologo e gesuita italiano.

## Biografia
Nato ex oppido S. Philadelphi, l'odierna San Fratello, le notizie sulla sua vita sono poche, raccolte principalmente da Antonino Mongitore nella sua opera sugli scrittori siciliani intitolata Biblioteca sicula, sive De scriptoribus siculis. Il Candela entrò nell'ordine dei Gesuiti nel 1563, e per oltre 35 anni ricoprì incarichi di governo tra la Sicilia e Napoli all'interno dell'ordine. Teologo, ci ha lasciato alcuni testi di carattere religioso in latino e italiano, che furono tradotti anche in francese. Morì a Catania il 24 agosto del 1606. 

## Opere
- Del bene. Della s.verginita : discorsi XIIII / del p. Giovandomenico Candela, della Compagnia di Giesu, In Palermo : per Gio. Battista Maringo, 1599
- Theses inaugurales quas ex senatus Parthenici, 1606
- De bono status Virginitatis, 1613

### Traduzioni
- L'Excellence et bonheur du bien de l'estat de virginité et continence par le R. P. Jean Dominique Candela, traduzione di Antoine Vivien, Balthazar Bellère, Douai 1622
- Entretiens sur le bonheur et l'excellence de l'état de virginité, par le Père Jean Dominique Candela, traduzione dell'Abbé Bonespen, Briday, Lione 1860